# Continental Micronesia

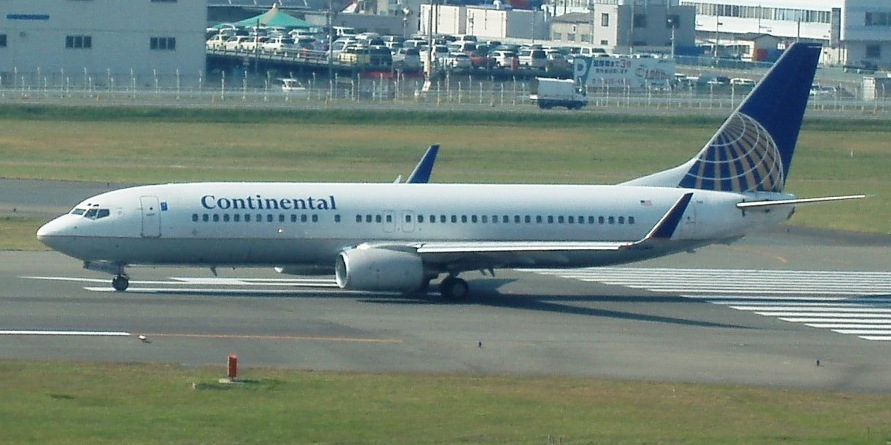
Boeing 737-800 авиакомпании Continental Micronesia в Аэропорту Фукуока

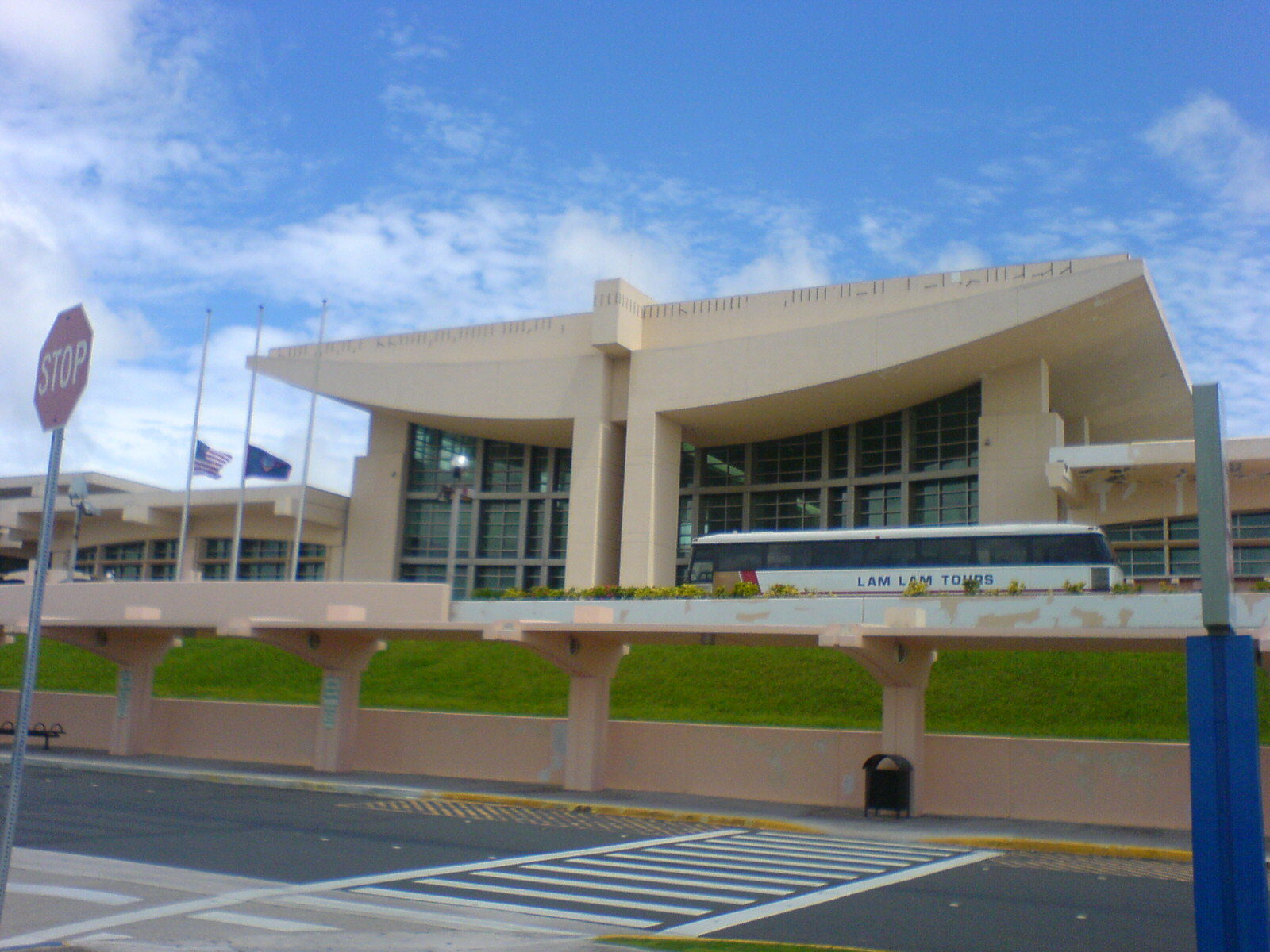
Международный аэропорт имени Антонио Вон Пата — главный хаб авиакомпании Continental Micronesia

Continental Micronesia, Incorporated, действовавшая как Continental Micronesia — упразднённая дочерняя авиакомпания магистрального перевозчика США Continental Airlines, базировавшаяся в Международном аэропорту имени Антонио Вон Пата. Штаб-квартира находилась в муниципалитете Тамунинг, островная территория США Гуам.
Авиакомпания выполняла ежедневные регулярные рейсы в Гонолулу (Гавайские острова) и международные рейсы в аэропорты Азии, Микронезии и Австралии.

## Обозначения
Continental Micronesia осуществляла регулярные пассажирские перевозки под кодом «CO» магистральной авиакомпании Continental Airlines и использовала партнёрские соглашения и общую бонусную программу поощрения часто летающих пассажиров своей родительской компании. Тем не менее, для разделения воздушных судов двух перевозчиков в диспетчерских пунктах управления движением компания работала под собственным кодом ИКАО «CMI» и имела свой радиопозывной «AIR MIKE». В пассажирских терминалах аэропортов рейсы Continental Micronesia также указывались под собственным кодом ИАТА «CS», что являлось существенным фактором для международных аэропортов Токио и Гонолулу, обслуживавших регулярные рейсы обоих перевозчиков одновременно.
Следует также учитывать, что обе авиакомпании делили между собой маршруты Гуам-Гонолулу-Хьюстон и Гуам-Токио-Хьюстон: плечо из/в Гуам на данных рейсах выполняла Continental Micronesia, а плечо из/в Хьюстон — магистральная авиакомпания Continental Airlines.

## История
Авиакомпания Air Micronesia была образована 16 мая 1968 года в качестве дочернего подразделения Continental Airlines для обеспечения грузовых и пассажирских авиаперевозок между населёнными пунктами бывшей Подопечной территории Тихоокеанские острова. Первоначально воздушный парк перевозчика состоял из самолётов Boeing 727—100 и Douglas DC-6, а также амфибий Grumman SA-16/HU-16 Albatross, работавших на маршрутах с островов Чуук в штат Понпеи вплоть до момента возведения в этих аэропортах взлётно-посадочных полос, способных принимать лайнеры Boeing 727.
Эксплуатация 727-х на местных ВПП, построенных на коралловом покрытии, стала возможной вследствие того, что нижняя часть самолётов Boeing 727 покрывалась специальным защитным материалом из политетрафторэтилена (тефлона). Кроме этого, все самолёты Boeing 727—100 Air Micronesia специально оснащались комплектами выживания в открытом океане, доплеровским радаром и большим количеством запасных частей (включая шины на шасси), что в то время было большой редкостью в индустрии коммерческих авиаперевозок.
В начале 1980-х годов авиакомпания ввела регулярный рейс из Гуама в Японию. К середине 1990-х годов доля собственности Continental Airlines в Air Micronesia была значительно увеличена и компания сменила своё название на Continental Air Micronesia и затем — в связи с полным вхождением в состав авиационного холдинга — на существующее в настоящее время Continental Micronesia.
В 1985 году компания перенесла свою штаб-квартиру в Сайпан, Северные Марианские острова.
После ухода в середине 1990-х магистральной авиакомпании United Airlines с рынка пассажирских перевозок Гуама, на обслуживании двух американских территории Гуам и Северные Марианские острова остались только две авиакомпании США — Continental Micronesia и Northwest Airlines. В дальнейшем Continental Micronesia обеспечивает рейсы из Гуама в любой аэропорт пятидесяти штатов США путём стыковочного маршрута Гуам-Гонолулу.
По состоянию на январь 2008 года в штате Continental Micronesia работало 1500 сотрудников, по данному показателю перевозчик являлся крупнейшим в Гуаме частным работодателем. В январе 2008 года авиакомпания выполняла до 236 еженедельных вылетов на регулярных рейсах по 23 городам.
Слияние двух магистралов United-Continental в один холдинг привело к отмене действовавшего сертификата Continental Micronesia, поскольку оба перевозчика вели работы по переводу всей операционной деятельности под один сертификат эксплуатанта. Объединение сертификатов Continental Micronesia было одобрено властями 22 декабря 2010 года.
22 марта 2017 года United Airlines объявила о завершении к 1 апреля того же года процедуры поглощения Continental Micronesia холдингом United Continental Holdings.

## Флот
По состоянию на октябрь 2016 года Continental Micronesia эксплуатировала 16 самолётов Boeing 737—800 и Boeing 767—400 и Boeing 737—700, которые, так же, как и сам перевозчик, принадлежали магистральной авиакомпании Continental Airlines.

### Выведенный из эксплуатации
- Boeing 747[12]
- Douglas DC-10[12]
- Boeing 727[12]

## Авиапроисшествия и несчастные случаи
- 21 ноября 1980 года, рейс 614. При совершении посадки на ВПП Международного аэропорта Яп самолёт Boeing 727-92C (регистрационный номер N18479) сошёл с полосы, потерял стойку шасси, остановился в зоне лесополосы и загорелся. Все 73 человека успели покинуть самолёт, трое из них получили серьёзные травмы. Причиной инцидента стали неправильные действия командира корабля, выразившиеся в преждевременном сбросе тяги двигателей при выполнении посадки[13].